# Eritrean Railway
Eritrean Railway — единственная железнодорожная компания в Эритрее.
Единственная железнодорожная линия в Эритрее была построена с 1887 по 1932 год итальянскими властями. Линия достигала длины 263 км, планировалось также и продолжение её до границы с Суданом. Однако в ходе военных действий во время Второй мировой войны в следующее десятилетие дорога была почти полностью уничтожена. Впоследствии был восстановлен участок длиной 118 км, хотя восстановлению дороги мешала война за независимость Эритреи. Ныне дорога соединяет город Асмэра с портом Массауа на побережье Красного моря.
На дороге до настоящего времени используются автомотрисы Littorina производства Италии 1930-х годов, паровозы системы Маллета, танк-паровозы типа 0-4-0 (построены в Милане на заводах фирмы Бреда в 1927—1937 гг.), паровозы 440-й серии (построенные в 1915 году на заводе Ансальдо в Генуе) и паровозы 442-й серии.
Локомотивы и вагоны оснащены центральным буфером и винтовой сцепкой.